# Teodosio di Braganza
Teodosio di Braganza, principe del Brasile e duca di Braganza (Teodosio III) (Vila Viçosa, 8 febbraio 1634 – Alcântara, 15 maggio 1653), è stato un principe portoghese, primogenito di Giovanni IV del Portogallo e di sua moglie Luisa di Guzmán.

## Biografia
Erede al trono portoghese fino alla sua morte, avvenuta a diciannove anni, gli fu dato nel 1645 il titolo di principe del Brasile, un appellativo creato appositamente per lui dal padre. Alla morte di suo zio Duarte nel 1649, assunse anche il titolo di 9º duca di Braganza.
Giovane molto dotato, come il padre conosceva la musica, il latino e il greco, era portato per la filosofia e si era meritato la stima dei principali pensatori del tempo. Benché solo sedicenne aveva preso parte agli Stati Generali del regno. Secondo i cronisti dell'epoca era un giovane particolarmente devoto e nello stesso tempo pervaso da un ideale guerriero. Così lo descrive Joaquím Veríssimo Serrão nella sua Storia del Portogallo:
«Ricevette una buona educazione letteraria, scientifica e militare. Alla sua formazione contribuì padre Antonio Vieira, che ne modellò lo spirito religioso nella consapevolezza del grande ruolo che il destino gli riservava.» «Il dinamismo giovanile lo portò a visitare nel 1651 i castelli dell'Alentejo, dove rinvigorì l'animo dei soldati e delle popolazioni e, di ritorno a Lisbona, si ritrovò nominato capitano generale degli eserciti del regno. Nonostante varie proposte di matrimonio, la diplomazia portoghese non riuscì a concludere il suo disegno sulla corte di Francia.»
Piuttosto cagionevole di salute, il suo fisico non riuscì a superare le conseguenze di una tubercolosi polmonare di cui aveva sofferto a lungo. La sua morte fu un durissimo colpo per il padre e per l'intero paese.
Il fratello minore, l'Infante Alfonso, giovane con problemi di salute fisica e psichica, gli succedette come principe del Brasile, duca di Braganza ed erede al trono portoghese.

## Ascendenza
|                                                          |                                    |                                                 | Genitori                                            |  |  | Nonni |  |  | Bisnonni               |  |  | Trisnonni              |  |
|                                                          |                                    |                                                 |                                                     |  |  |       |  |  | Giovanni I di Braganza |  |  | Teodosio I di Braganza |  |
|                                                          |                                    |                                                 |                                                     |  |  |       |  |  | Giovanni I di Braganza |  |  | Teodosio I di Braganza |  |
|                                                          |                                    | Isabel de Lencastre                             |                                                     |  |  |       |  |  | Giovanni I di Braganza |  |  |                        |  |
| Teodosio II di Braganza                                  |                                    |                                                 |                                                     |  |  |       |  |  | Giovanni I di Braganza |  |  |                        |  |
|                                                          |                                    | Caterina di Guimarães                           | Eduardo d'Aviz                                      |  |  |       |  |  |                        |  |  |                        |  |
|                                                          |                                    | Caterina di Guimarães                           | Eduardo d'Aviz                                      |  |  |       |  |  |                        |  |  |                        |  |
|                                                          |                                    | Caterina di Guimarães                           | Isabel di Braganza                                  |  |  |       |  |  |                        |  |  |                        |  |
| Giovanni IV del Portogallo                               |                                    | Caterina di Guimarães                           |                                                     |  |  |       |  |  |                        |  |  |                        |  |
|                                                          |                                    | Juan Fernández de Velasco                       | Íñigo Fernández de Velasco, IV duca di Frías        |  |  |       |  |  |                        |  |  |                        |  |
|                                                          |                                    | Juan Fernández de Velasco                       | Íñigo Fernández de Velasco, IV duca di Frías        |  |  |       |  |  |                        |  |  |                        |  |
|                                                          |                                    | Juan Fernández de Velasco                       | Ana Pérez de Guzmán y Aragón                        |  |  |       |  |  |                        |  |  |                        |  |
| Ana de Velasco y Girón                                   |                                    | Juan Fernández de Velasco                       |                                                     |  |  |       |  |  |                        |  |  |                        |  |
|                                                          |                                    | María Girón de Guzmán                           | Pedro Téllez-Girón, I duca di Osuna                 |  |  |       |  |  |                        |  |  |                        |  |
|                                                          |                                    | María Girón de Guzmán                           | Pedro Téllez-Girón, I duca di Osuna                 |  |  |       |  |  |                        |  |  |                        |  |
|                                                          |                                    | María Girón de Guzmán                           | Leonor Ana de Guzmán y Aragón                       |  |  |       |  |  |                        |  |  |                        |  |
| Teodosio di Braganza                                     |                                    | María Girón de Guzmán                           |                                                     |  |  |       |  |  |                        |  |  |                        |  |
|                                                          | Alonso Pérez de Guzmán y Sotomayor | Juan Carlos Pérez de Guzmán, IX conte di Niebla |                                                     |  |  |       |  |  |                        |  |  |                        |  |
|                                                          | Alonso Pérez de Guzmán y Sotomayor | Juan Carlos Pérez de Guzmán, IX conte di Niebla |                                                     |  |  |       |  |  |                        |  |  |                        |  |
|                                                          | Alonso Pérez de Guzmán y Sotomayor | Leonor Manrique de Zuñiga Sotomayor             |                                                     |  |  |       |  |  |                        |  |  |                        |  |
| Juan Manuel Pérez de Guzmán, VIII duca di Medina Sidonia | Alonso Pérez de Guzmán y Sotomayor |                                                 |                                                     |  |  |       |  |  |                        |  |  |                        |  |
|                                                          |                                    | Ana de Sylva y Mendoza                          | Ruy Gómez de Silva                                  |  |  |       |  |  |                        |  |  |                        |  |
|                                                          |                                    | Ana de Sylva y Mendoza                          | Ruy Gómez de Silva                                  |  |  |       |  |  |                        |  |  |                        |  |
|                                                          |                                    | Ana de Sylva y Mendoza                          | Ana de Mendoza, Principessa di Eboli                |  |  |       |  |  |                        |  |  |                        |  |
| Luisa di Guzmán                                          |                                    | Ana de Sylva y Mendoza                          |                                                     |  |  |       |  |  |                        |  |  |                        |  |
|                                                          |                                    | Francisco Gómez de Sandoval y Rojas             | . Francisco Gómez de Sandoval, IV marchese di Denia |  |  |       |  |  |                        |  |  |                        |  |
|                                                          |                                    | Francisco Gómez de Sandoval y Rojas             | . Francisco Gómez de Sandoval, IV marchese di Denia |  |  |       |  |  |                        |  |  |                        |  |
|                                                          |                                    | Francisco Gómez de Sandoval y Rojas             | Isabel de Borja                                     |  |  |       |  |  |                        |  |  |                        |  |
| Juana Lorenza Gómez de Sandoval y la Cerda               |                                    | Francisco Gómez de Sandoval y Rojas             |                                                     |  |  |       |  |  |                        |  |  |                        |  |
|                                                          |                                    | Catalina de la Cerda                            | Juan de la Cerda                                    |  |  |       |  |  |                        |  |  |                        |  |
|                                                          |                                    | Catalina de la Cerda                            | Juan de la Cerda                                    |  |  |       |  |  |                        |  |  |                        |  |
|                                                          |                                    | Catalina de la Cerda                            | Joana de Noronha                                    |  |  |       |  |  |                        |  |  |                        |  |
|                                                          |                                    | Catalina de la Cerda                            |                                                     |  |  |       |  |  |                        |  |  |                        |  |